# Thorogobius rofeni
Thorogobius rofeni är en fiskart som beskrevs av Miller, 1988. Thorogobius rofeni ingår i släktet Thorogobius och familjen smörbultsfiskar. Inga underarter finns listade i Catalogue of Life.